# Laís de Corinto
Lais de Corinto, dita A Bela (fl. 425 a.C.) foi uma famosa hetera (cortesã ou prostituta) da Grécia Antiga, que provavelmente nasceu em Corinto.
Uma outra jovem hetera com este nome foi Laís de Hícara e, desde autores da antiguidade (geralmente em citações indiretas), existe uma confusão em se saber a qual das duas se referem, estando ambas inextrincavelmente ligadas.

## Vida
Laís viveu durante a Guerra do Peloponeso e dela se diz que foi a mulher mais bonita de seu tempo; dentre os seus clientes estão o filósofo Aristipo (dois dos escritos que lhe são atribuídos são sobre Laís) e o campeão olímpico Eubotas de Cirene.
A Antologia traz o seguinte epigrama: "Eu, altiva Laís, de quem a Grécia era joguete, eu que tinha à porta um enxame de jovens amantes, consagro a Afrodite este espelho, pois não desejo ver-me tal qual sou, e já não posso ver-me tal qual era."